# NGC 2530
NGC 2530 (również PGC 22827 lub UGC 4237) – galaktyka spiralna z poprzeczką (SBcd), znajdująca się w gwiazdozbiorze Raka. Odkrył ją William Herschel 22 lutego 1789 roku.